# مكاك أسامي
مكاك أسامي (الاسم العلمي:Macaca assamensis ) (بالإنجليزية: Assam macaque)‏ هو نوع من الحيوانات يتبع جنس السعدان المكاك من فصيلة سعادين العالم القديم.